# Ochthera praedatoria
Ochthera praedatoria är en tvåvingeart som beskrevs av Friedrich Hermann Loew 1862. Ochthera praedatoria ingår i släktet Ochthera och familjen vattenflugor. Inga underarter finns listade i Catalogue of Life.